# Vladimír Kubát
Vladimír Kubát (5. listopadu 1951 Písek – 23. prosince 2024) byl český tanečník. Působil jako trenér, porotce soutěží, choreograf a moderátor.

## Život
Od roku 1953 žil v Ústí nad Labem. Vystudoval SPŠS-E, konzervatoř, Fakultu tělovýchovy a sportu.
Tanci se věnoval od roku 1967. S manželkou Hanou dosáhli mezinárodní třídu, účastnili se domácích a zahraničních soutěží, finalisté mistrovství republiky. Od roku 1973 s manželkou vyučoval tanec.
- Zakladatel TKUstečan STZ (1968), Taneční školy Quick[3] (1991).
- Zakladatel a pořadatel soutěže Ústecký pohár[4] – 50 ročníků.
- Zakladatel a pořadatel (Dům kultury Ústí nad Labem) mezinárodní soutěže Grand Prix Ústí nad Labem[5][6][7] – 30 ročníků, v jeho rámci proběhla mistrovství republiky, Evropy a v roce 2003 poprvé na území ČR mistrovství světa Se v tancích standardních a latinskoamerických, tato akce za spolupráce s Českou televizí a hudebními tělesy jako orchestr Ladislava Bareše z Liberce, BigBand Bonit Ústí nad Labem.
- Pořadatel kulturních akcí pro děti, mládež, dospělé.
- Vlastní taneční aktivitu ukončil v roce 1999.
- Měl dva syny Marka, Ondřeje.